# Zodiac Zoos
Zodiac Zoos is een voormalig bedrijf dat eigenaar was van Dierenpark Wissel, Zoo Parc Overloon en Aqua Zoo Friesland.
Van 2007 tot en met december 2012 was Zodiac Zoos ook eigenaar van Kasteeltuinen Arcen. Dit park ging in september 2012 failliet en werd overgenomen door Het Limburgs Landschap. De organisatie was ook eigenaar van Zoo Labyrinth Boekelo, dat in 2010 gesloten werd omdat de gemeenteraad niet wilde meewerkten aan grootscheepse uitbreidingsplannen voor het park.
Het doel van Zodiac Zoos was door recreatie, educatie, natuurbehoud en wetenschap het publiek bewust te laten worden van het belang van flora en fauna. Het bedrijf ontwikkelde samen met het Van Hall Instituut het Zoo College in Leeuwarden. Via dit leerbedrijf konden studenten Diermanagement stagelopen in een van de parken van Zodiac Zoos.
Op 26 januari 2015 werd het bedrijf failliet verklaard en later werd het overgenomen door Libema. Dierenpark Wissel is gesloten. Overloon en Aqua Zoo zijn open gebleven en kregen plannen voor uitbreiding en nieuwe dieren. Zo kwamen in Aqua Zoo ijsberen, reuzenotters, Californische zeeleeuwen en nijlkrokodillen. In Overloon kwamen witte tijgers, zwartvoetpinguïns, leeuwen, Siberische tijgers, netgiraffen en Brazzameerkatten.
Aeres MBO Barneveld ·
Almere Jungle ·
Animal Farm ·
Apenheul ·
AquaZoo Leeuwarden ·
Aquazoo Leerdam ·
Artis ·
Artisklas Haarlem ·
Berkenhof Tropical Zoo ·
BestZoo ·
Botanische Tuinen Universiteit Utrecht ·
Center Parcs Het Heijderbos ·
Centrum voor Natuur- en Milieu Educatie ·
WaterLand Neeltje Jans ·
DierenPark Amersfoort ·
Dierenpark De Oliemeulen ·
Dierenpark Zie-ZOO ·
Diergaarde Blijdorp ·
DoeZoo Insektenwereld ·
Dolfinarium Harderwijk ·
Ecomare ·
Eindhoven Zoo ·
Faunapark Flakkee ·
Fort Kijkduin ·
GaiaZOO ·
Hof van Eckberge ·
Informatiecentrum De Noordwester ·
Kabouterland ·
Kasteelpark Born ·
Koninklijke Burgers' Zoo ·
Dierenpark Hoenderdaell ·
Muzeeaquarium Delfzijl ·
Natuurcentrum Ameland ·
Omnium Goes Tropisch bos ·
Ouwehands Dierenpark ·
Pantropica ·
Passiflorahoeve ·
Plaswijckpark ·
Reptielenhuis De Aarde ·
Reptielenzoo Iguana ·
Safaripark Beekse Bergen ·
Sea Life Scheveningen ·
Stichting AAP ·
Stichting Das & Boom ·
Taman Indonesia ·
Texel ZOO ·
Uilen- en Dierenpark De Paay ·
Van Blanckendaell Park ·
Vlinderparadijs Papiliorama ·
Vlinders aan de Vliet ·
Vlindersafari ·
Vlindertuin De Kas ·
Vlindorado ·
Vogelpark Avifauna ·
Vogelpark Ruinen ·
Vogelrevalidatiecentrum Zundert ·
Wereldtuinen Mondo Verde ·
Wildlands Adventure Zoo Emmen ·
Wonderwereld ·
Zee Aquarium Bergen aan Zee ·
ZooParc Overloon ·
Zoo Veldhoven
Opgeheven: Animali Vogel- en dierenpark · Noorder Dierenpark Emmen · Dierenpark Wassenaar · Dierenpark Wissel · Dolfirama · Dolfirado · Dolfirodam · Grottenaquarium Valkenburg · Fazanterie de Rooie Hoeve · Haagse Dierentuin · Kasteeltuinen Arcen · Klant’s Dierentuin · Klein Costa Rica · Labyrinth Boekelo · Papegaaienpark N.O.P. · Reptielenzoo "SERPO" · Schildpaddencentrum · Stonehenge Wildlife · Tilburgs dierenpark · Tropisch Oosten · Vogel- en wandelpark Abbeweer · Zodiac Zoos